# Belisana leumas
Belisana leumas is een spinnensoort uit de familie trilspinnen (Pholcidae). De soort komt voor in Thailand. 